# Guinea portuguesa
La Guinea portuguesa (también llamada simplemente Guinea o Provincia de Ultramar de Guinea) era el nombre de lo que hoy es Guinea-Bisáu de 1446 hasta el 24 de septiembre de 1973, aunque jurídicamente continuó existiendo hasta el reconocimiento de Guinea-Bisáu como país el 10 de septiembre de 1974.

## Historia

La bandera de la Compañía de Guinea, una empresa portuguesa que cotizan en varios productos básicos y de los esclavos en la costa de Guinea desde el.

Aunque el Reino de Portugal había reclamado la zona hace cuatro años, el explorador  portugués Nuno Tristão navegó por la costa de África occidental, llegando a la zona de Guinea, de alrededor de 1450, en busca de la fuente de oro, otras materias primas valiosas, que han estado llegando lentamente, hasta en Europa a través de rutas terrestres para el medio siglo anterior. Algún tiempo después, esclavos También se añadieron a la lista. Guinea portuguesa había sido parte del Imperio Sahel, y las tribus locales Landurna y Naula comerciaban sal y cultivaban arroz. Como en muchas otras regiones de África, poderosos reinos indígenas a lo largo del golfo de Benín se basó en gran medida en el comercio africano de esclavos. Los Ashanti explotan su predominio militar para traer esclavos a los fuertes costeros establecido en primer lugar por Portugal después de 1480, y poco después por los neerlandeses, daneses, e ingleses. La red de esclavos se expandió rápidamente profundamente en el Sahel, donde el Mossi desvió un comercio de esclavos antiguos de distancia desde el Mediterráneo hacia la Costa de Oro. Con la ayuda de tribus locales en el 1600, los portugueses, y numerosas otras potencias europeas, incluyendo a Francia,  Gran Bretaña y Suecia, estableció un floreciente comercio de esclavos a lo largo de Occidente costa africana. Sin embargo, los gobernantes locales africanos en Guinea, que prosperaron en gran medida por el comercio atlántico de esclavos, no tenía ningún interés en permitir que los europeos blancos más lejos tierra adentro que los asentamientos costeros fortificada donde el comercio se llevó a cabo. La presencia portuguesa en Guinea Por lo tanto, limita en gran medida en el puerto de Bisáu y Cacheu. Durante un breve periodo en la década de 1790 el intento británico de establecer un punto de apoyo su rival en una isla en alta mar, en Bolama. Pero en el siglo XIX, los portugueses estaban lo suficientemente seguros en Bisáu a considerar la costa de sus vecinos como territorio especial propio, también en parte del actual sur de Senegal. 
Según las estimaciones de Hugh Thomas, un total de 11.128.000 esclavos africanos fueron entregados en directo al Nuevo Mundo, incluyendo 500.000 para América del Norte británica, por lo tanto, sólo el 4,5% del total de los esclavos africanos entregados a la del Nuevo Mundo fueron entregados a la Norteamérica británica. Además de Hugh Thomas, las fuentes principales de los 13 millones de esclavos que salieron de África fueron Congo/Angola (3 millones), Costa de Oro (1.5 millones), Costa de los esclavos (2 millones), Reino de Benín hasta Calabar (2 millones),y Mozambique/Madagascar en la costa oriental de África (1 millón). Una gran parte de todos los esclavos importados de África se dirigían a la  colonias de Brasil. Cacheu, en Guinea-Bisáu, fue uno de los mayores mercados de esclavos en África por un tiempo. Después de la abolición de la esclavitud en la década de 1830, el comercio de esclavos entró en serio declive, aunque una pequeña operación de esclavos ilegales continuaron. Bisáu, fundada en 1765, se convirtió en la capital de la colonia portuguesa de Guinea. Aunque la costa estaba bajo el control de la empresa portuguesa en los últimos cuatro siglos, no fue hasta el Reparto de África que cualquier interés fue tomada en la parte interior de la colonia. Los restos del reino de Kaabu estaban bajo el control de los Fula hasta la supresión del reino portugués a comienzos del siglo XX. Sin embargo, una gran extensión de terreno que anteriormente era portugués se perdió en el África Occidental Francesa, incluyendo la próspera zona del río Casamance, que había sido un gran centro comercial de la colonia. Gran Bretaña trató de tomar el control de Bolama, que dan lugar a una controversia internacional que se acercaron a la guerra entre Gran Bretaña y Portugal hasta el presidente estadounidense Ulysses S. Grant intervino y evitó un conflicto por Bolama, fallando que pertenecían a Portugal.
Como en los demás territorios portugueses en África continental (Angola Portuguesa y Mozambique Portugués), Portugal ejerce el control sobre las zonas costeras de Guinea portuguesa la primera vez que reivindican a toda la región como una colonia. Campañas para las próximas tres décadas no son costosos y continua para suprimir los gobernantes locales de África. En 1915 este proceso se completa, lo que permite el dominio colonial portugués para avanzar en un estado relativamente sereno - hasta el surgimiento de movimientos nacionalistas en toda África en la década de 1950.
Guinea portuguesa fue administrado como parte de las islas de Cabo Verde hasta 1879,cuando se separó de las islas a convertirse en su propia colonia. A la vuelta del siglo XX, Portugal inició una campaña contra las tribus animistas del interior, con la ayuda de la población islámica costera. Esto comenzó una larga lucha por el control tanto de los archipiélagos del interior y remota: no sería hasta 1936 que las áreas como las islas Bijagos estarían bajo el control completo del gobierno. En 1951, cuando el gobierno portugués revisado todo el sistema colonial, se han renombrado todas las colonias de Portugal, incluyendo la Guinea portuguesa, provincias de Ultramar (Provincias Ultramarinas).
La lucha por la independencia empezó en 1956, cuando Amílcar Cabral fundó el Partido Africano da Independência da Guiné e Cabo Verde (en portugués: Partido Africano para la Independencia de Guinea y Cabo Verde), el PAIGC.
En 1961, cuando una campaña puramente político para la independencia había hecho poco progreso predecible, el PAIGC adoptó las tácticas de la guerrilla. Aunque en gran medida superados en número por las tropas portuguesas (aproximadamente 30.000 portugueses a unos 10.000 guerrilleros), el PAIGC tenía la gran ventaja de los refugios en la frontera de Senegal y Guinea, ambos recientemente independiente del gobierno francés. Varios países comunistas apoyaban a la guerrilla con armas y entrenamiento militar . 
En 1972, Cabral establece un gobierno en el exilio en Conakri, la capital de la vecina Guinea. Fue allí, en 1973, que fue asesinado fuera de su casa - apenas un año antes de la Revolución de los Claveles alteró radicalmente la situación política.

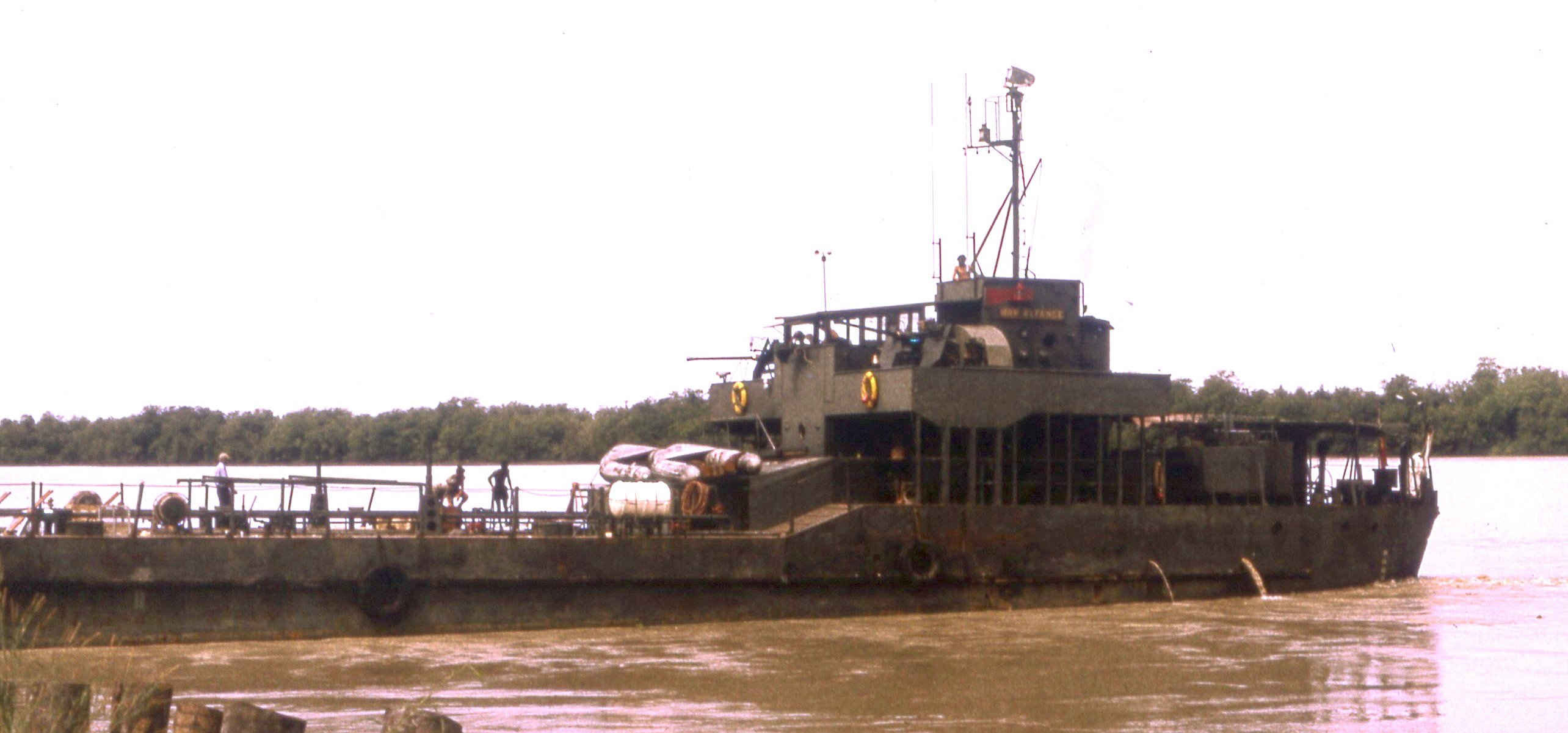
Lancha de desembarco portuguesa en Guinea Portuguesa, 1973.

En 1973 el PAIGC controlaban la mayor parte del interior del país, mientras que las ciudades costeras y de estuarios, incluidos los principales centros poblacionales y económicos se mantuvo bajo control de Portugal. La ciudad de Madina do Boe en la zona sureste del territorio, cerca de la frontera con la vecina Guinea, fue el lugar donde las guerrillas del PAIGC declararon la independencia de Guinea-Bisáu el 24 de septiembre de 1973. El conflicto en la Guinea Portuguesa y la participación de las guerrillas del PAIGC y el Ejército Portugués fue la más intensa y perjudicial de toda la Guerra colonial portuguesa. Así, durante los años 1960 y 1970, los planes de desarrollo de Portugal promover el crecimiento económico fuerte y eficaz las políticas socioeconómicas, como las aplicadas por los portugueses en los otros dos teatros de guerra (Angola Portuguesa y Mozambique Portugués), no era posible.
La guerra en las colonias era cada vez más impopular en Portugal como la gente se cansa de la guerra y se opusieron a su cargo cada vez más en aumento. La guerra comenzó a volverse en contra de los portugueses, y después de la golpe de Estado en Portugal en 1974, el nuevo gobierno de izquierda revolucionaria de Portugal comenzó a negociar con el PAIGC. Como su hermano Amílcar había sido asesinado en 1973, Luís Cabral se convirtió en el primer presidente de Guinea-Bisáu independiente después que la independencia fue concedida el 10 de septiembre de 1974.

## Economía

### Principios del colonialismo
Desde el punto de vista de la historia europea de la costa de Guinea se asocia principalmente con esclavitud. De hecho, uno de los nombres alternativos para la región es la Costa de Esclavos. Cuando los portugueses navegaron por la costa del Atlántico  en los años 1430, que estaban interesados en oro. Desde Mansa Musa, rey del Imperio de Malí, hizo su peregrinación a La Meca en 1325, con 500 esclavos y 100 camellos, (cada uno con oro) de la región se había convertido en sinónimo de riqueza. El comercio del África subsahariana fue controlado por el Imperio Islámico que se extendía a lo largo de la costa norte de África. Rutas comerciales de los musulmanes a través del Sáhara, que había existido durante siglos, que participan de sal, cola, textil, pescado, grano, y esclavos. Como los portugueses extendieron su influencia por la costa, Mauritania, Senegambia (en 1445) y Guinea, crearon puesto comerciales. En lugar de convertirse en competidores directos de los comerciantes musulmanes, las oportunidades de mercado en expansión en Europa y el Mediterráneo resultó en un aumento del comercio a través del Sáhara. Además, los comerciantes portugueses tuvieron acceso al interior a través del Senegal y el  Gambia, que queda dividido en dos ríos, desde hace mucho tiempo ruta trans-sahariana. Los portugueses se llevaron utensilios de cobre, ropa, herramientas, vino y caballos. Trade goods soon also included armas y munición. A cambio, los portugueses recibieron oro (transportado desde las minas de los depósitos de Akan), pimienta (un intercambio que duró hasta que Vasco da Gama llegó a la India en  1498) y marfil. 
Había un mercado muy pequeño para los esclavos africanos como trabajadores domésticos en Europa, y como trabajadores en las plantaciones de azúcar del Mediterráneo. Sin embargo, los portugueses descubrieron que podían hacer considerables cantidades de oro, el transporte de esclavos de un puesto de comercio a otro, a lo largo de la costa atlántica de África. Los mercaderes musulmanes tenían una gran demanda de esclavos, que fueron utilizados como cargadores en las rutas transaharianas, y para la venta en el Imperio Islámico. Los portugueses encontraron comerciantes musulmanes arraigados a lo largo de la costa africana hasta el Golfo de Benín. Antes de la llegada de los europeos, los siglos de comercio de esclavos africanos en África, aún no es la característica más importante de la economía costera de Guinea. La expansión del comercio se produce después de los portugueses llegar a esta región en 1446, con lo que una gran riqueza a varias tribus locales comerciales de esclavos. La mano de obra esclava utilizada para colonizar y desarrollar las previamente islas deshabitadas de Cabo Verde, donde fundaron los asentamientos y creció algodón y índigo. A continuación, negocian estos bienes, en el estuario del río Geba, para los esclavos negro capturado por otros pueblos negro en locales de las guerras y redadas africanas. Los esclavos se venden en Europa y, desde el siglo XVI, en América. La Compañía de Guinea era una institución gubernamental portuguesa, cuya misión era hacer frente a la especias y para fijar los precios de los bienes. Se llamaba Casa da Guiné, Casa da Guiné e Mina desde 1482 hasta 1483 y Casa da Índia e da Guiné en 1499. Los gobernantes locales de África, en Guinea, que prosperan en gran medida del comercio de esclavos, no tienen ningún interés en permitir que los europeos más allá interior que los asentamientos costeros fortificado donde el comercio se lleva a cabo. La presencia portuguesa en Guinea es por lo tanto limitada en gran medida en el puerto de Bisáu.

### Era colonial
Durante un breve periodo en la década de 1790, los británicos trataron de establecer un punto de apoyo su rival en una isla en alta mar, en Bolama, pero el interés de Gran Bretaña en la región disminuyeron con el fin de la trata de esclavos británicos en 1807. Al final de la primera década del siglo XIX, los portugueses estaban por lo tanto suficientemente seguros en Bisáu a considerar la costa de vecinos como propios. Por lo tanto, natural de Portugal para reclamar a esta región, que pronto será conocido como Guinea Portuguesa, cuando la lucha europea de África comienza en la década de 1880. Después de la abolición de la esclavitud en los territorios portugueses . 
Los principales rivales de Portugal eran los franceses, sus vecinos de la colonia a lo largo de la costa, tanto en el Senegal al norte, y en la región que ahora se convirtió en la Guinea francesa hacia el sur. La presencia portuguesa en Guinea no fue disputada por los franceses, pero la línea exacta de las fronteras era indeterminada. Las fronteras definitivas se establecieron por medio de acuerdos alcanzados entre las dos potencias coloniales en dos series de negociaciones, en 1886 y 1902-5. 
Hasta el final del siglo XIX, el caucho fue el principal producto de exportación.

### Como provincia de ultramar
En 1951, cuando el gobierno portugués revisó todo el sistema colonial, se han renombrado todas las colonias de Portugal, incluyendo la Guinea portuguesa, las provincias de Ultramar (Provincias Ultramarinas). Se construyeron nuevas infraestructuras para la educación, salud, agricultura, transporte, comercio, servicios y administración. anacardo, maní, arroz, madera, ganado y los peces eran las principales producciones económicas. El puerto de Bisáu fue uno de los principales empleadores y una fuente muy importante de los impuestos para las autoridades de la provincia. 

#### Últimos días
El conflicto comenzó en 1964 en la Guinea Portuguesa con la participación de las guerrillas del PAIGC y el Ejército Portugués fue la más intensa y perjudicial de toda la Guerra colonial portuguesa. Así, durante los años 1960 y 1970, los planes de desarrollo de Portugal promover el crecimiento económico fuerte y eficaz las políticas socioeconómicas, como las aplicadas por los portugueses en los otros dos teatros de guerra (Angola y Mozambique), no fueron posibles. En 1972 Amílcar Cabral establece un gobierno en el exilio en Conakri, la capital de la vecina Guinea. Fue allí, en 1973, que fue asesinado fuera de su casa - apenas un año antes del golpe de Estado militar en Portugal alteró radicalmente la situación política. En 1973 el PAIGC controlaban la mayor parte del interior del país, mientras que las ciudades costeras y de estuarios, incluidos los principales centros poblacionales y económicos se mantuvieron bajo control de Portugal. El pueblo de Madina do Boé en la zona sureste del territorio, cerca de la frontera con la vecina Guinea, fue el lugar donde las guerrillas de la PAIGC declararon la independencia de Guinea-Bisáu el 24 de septiembre de 1973. La guerra en las colonias era cada vez más impopular en Portugal así como la gente se cansó de la guerra y se opusieron a su cargo cada vez más en aumento. A raíz de la Revolución de los Claveles, el nuevo gobierno de izquierda revolucionaria de Portugal  gobierno progresista comenzó a negociar con el PAIGC y decidió ofrecer la independencia a todos los territorios de ultramar.